# Высокоэффективная жидкостная хроматография
Высокоэффективная жидкостная хроматография (ВЭЖХ, англ. HPLC, High performance liquid chromatography) — один из эффективных методов разделения сложных смесей веществ, широко применяемый как в аналитической химии, так и в химической технологии. Основой хроматографического разделения является участие компонентов разделяемой смеси в сложной системе Ван-дер-Ваальсовых взаимодействий (преимущественно межмолекулярных) на границе раздела фаз.
Как способ анализа, ВЭЖХ входит в состав группы методов, которая, ввиду сложности исследуемых объектов, включает предварительное разделение исходной сложной смеси на относительно простые. Полученные простые смеси анализируются затем обычными физико-химическими методами или специальными методами, созданными для хроматографии.
Принцип жидкостной хроматографии состоит в разделении компонентов смеси, основанном на различии в равновесном распределении их между двумя несмешивающимися фазами, одна из которых неподвижна, а другая подвижна (элюент).
Отличительной особенностью ВЭЖХ является использование высокого давления (до 400 бар) и мелкозернистых сорбентов (обычно 3—5 мкм, сейчас до 1,8 мкм). Это позволяет разделять сложные смеси веществ быстро и полно (среднее время анализа от 3 до 30 мин).
Метод ВЭЖХ находит широкое применение в таких областях, как химия, нефтехимия, биология, биотехнология, медицина, пищевая промышленность, охрана окружающей среды, производство лекарственных препаратов и во многих других.
По механизму разделения анализируемых или разделяемых веществ ВЭЖХ делится на адсорбционную, распределительную, ионообменную, эксклюзионную, лигандообменную и другие.
Следует иметь в виду, что в практической работе разделение часто протекает не по одному, а по нескольким механизмам одновременно. Так, эксклюзионное разделение бывает осложнено адсорбционными эффектами, адсорбционное — распределительными, и наоборот. При этом чем больше различие веществ в пробе по степени ионизации, основности или кислотности, по молекулярной массе, поляризуемости и другим параметрам, тем больше вероятность проявления другого механизма разделения для таких веществ.

## Нормально-фазовая ВЭЖХ
Неподвижная фаза более полярна, чем подвижная, поэтому в составе элюента преобладает неполярный растворитель:
- Гексан:изопропанол = 95:5 (для малополярных веществ)
- Хлороформ:метанол = 95:5 (для среднеполярных веществ)
- Хлороформ:метанол = 80:20 (для сильнополярных веществ)

## Обращённо-фазовая ВЭЖХ
См. также Обращённо-фазная хроматография
Обращённо-фазовая ВЭЖХ (англ. RP-HPLC от англ. Reversed Phase — обратная фаза) проводится с использованием неполярной стационарной фазы и полярных (водных) растворителей. Стационарная фаза это обычный силикагель, поверхность которого была модифицирована с RMe2SiCl, где R — прямая цепочка алкильных групп, таких как C18H37 или C8H17. Соответственно различают колонки с материалом RP-18 и/или RP-8. С подобными стационарными фазами, время удерживания больше для менее полярных молекул, в то время как полярные молекулы вымываются быстрее (раньше в аналитической ВЭЖХ). Возможно увеличить время удерживания путём добавления большего количества воды в мобильную фазу, делая таким образом сродство гидрофобного анализируемого вещества к гидрофобной стационарной фазе сильнее, относительно теперь более гидрофильной подвижной фазы. Похожим образом возможно уменьшить время удерживания путём добавления большего количества органического растворителя к элюенту (подвижной фазе). Обращённо-фазовая ВЭЖХ используется так часто, что зачастую неправильно описывается как просто ВЭЖХ (HPLC) без каких-либо дополнительных обозначений. В фармации обращённо-фазовая ВЭЖХ используется как обязательный метод анализа лекарственных препаратов перед их выпуском.

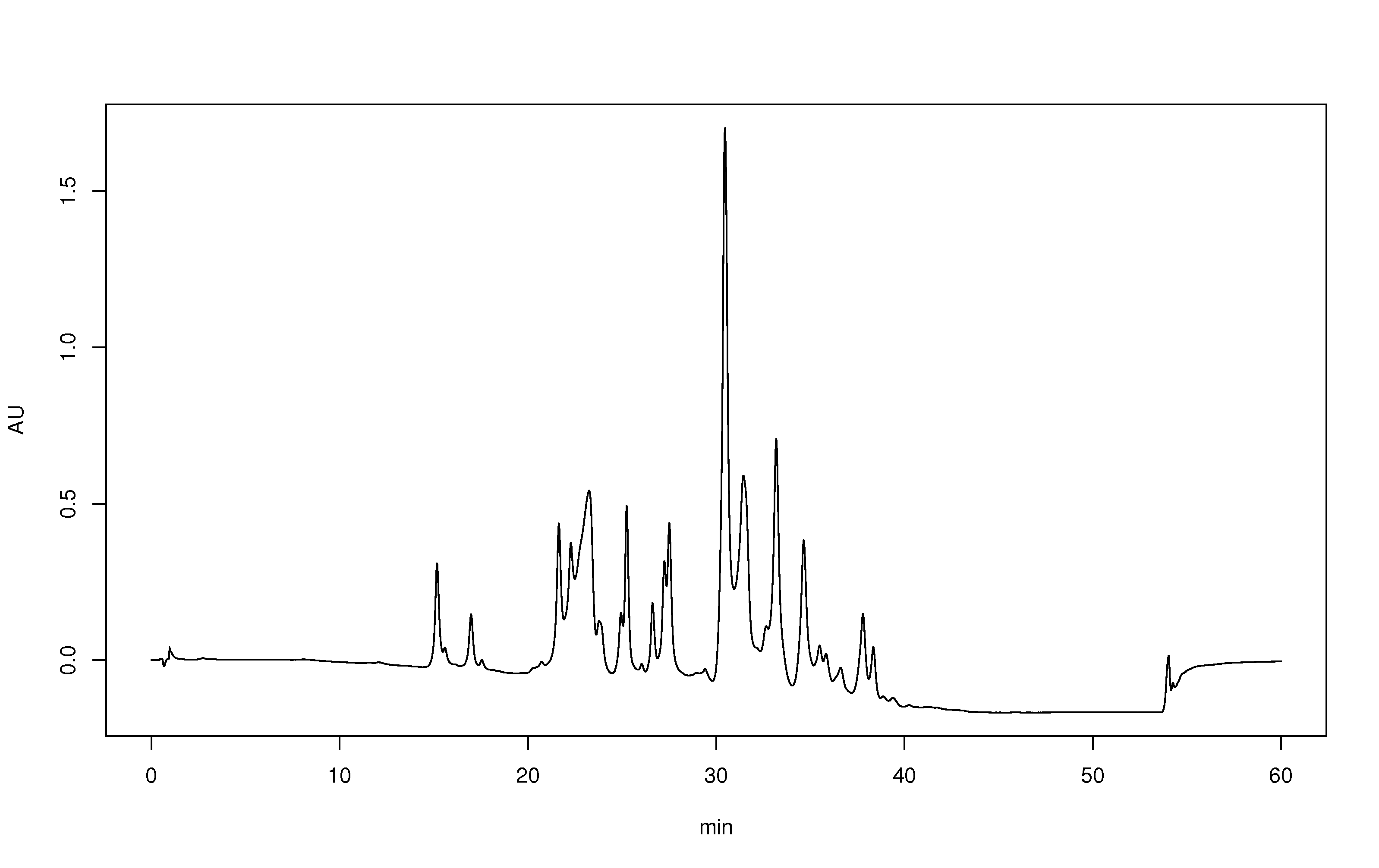
Хроматограмма ОФ-ВЭЖХ. Анализируемое вещество — духи. Разделение на колонке С18. Градиент: 5-100 % ACN-вода.

ОФ-ВЭЖХ работает на принципе гидрофобных взаимодействий, которые случаются из-за высокой симметрии в дипольной структуре молекулы воды и играет наиболее важную роль во всех процессах применяемых в области биотехнологий. ОФ-ВЭЖХ позволяет измерить эти силы взаимодействия. Связывание анализируемого вещества со стационарной (неподвижной) фазой пропорционально площади поверхности контакта вокруг неполярного сегмента молекулы анализируемого вещества с лигандом стационарной фазы. Над этим сольвофобным эффектом доминирует сила воды «по уменьшению полостей» вокруг анализируемого вещества и цепочки С18 по сравнению с комплексом их обоих. Высвобождаемая при этом энергия пропорциональна поверхностному натяжению элюента (вода: 7,3×10−6 J/cm², метанол: 2,2×10−6 J/cm²) и гидрофобной поверхности анализируемого вещества и лиганда соответственно. Удерживание вещества в колонке может быть уменьшено путём добавления менее полярного растворителя (метанол, ацетонитрил) в подвижную фазу для того, чтобы уменьшить поверхностное натяжение воды. Градиент растворителей использует этот эффект автоматически уменьшая полярность и поверхностное натяжение водной подвижной фазы во время проведения анализа.
Структурные свойства молекулы анализируемого вещества играют важную роль в характеристиках её удерживания на стационарной фазе. В общем, анализируемое вещество с большой гидрофобной частью (С-Н, С-С и, обычно, неполярные атомные связи, такие как S-S и другие) удерживается дольше, потому что оно не взаимодействует с водной поверхностью. С другой стороны, анализируемые вещества с большими полярными частями в своей структуре (имеющие в своей структуре полярные группы, такие как -OH, -NH2, COO- или -NH3+) удерживаются меньше, так как они лучше связываются с водой. Подобные взаимодействия могут подвергаться стерическим эффектам: очень большие молекулы могут иметь только ограниченный доступ к порам стационарной фазы, где происходят взаимодействия с поверхностными лигандами (алкильными цепочками). Подобное препятствие поверхности обычно приводит к сокращению удерживания.
Время удерживания увеличивается с увеличением площади гидрофобной (неполярной) поверхности. Вещества с разветвлёнными цепочками вымываются гораздо быстрее, чем их соответствующие линеарные изомеры, потому что общая площадь поверхности уменьшается. Похожие органические вещества с единичными С-С связями вымываются позже, чем подобные соединения с С=С связями или тройными С-С связями, так как двойные или тройные связи короче, чем одиночная С-С связь.
Не зависимо от поверхностного натяжения подвижной фазы (организационная сила в структуре элюента), другие характеристики мобильной фазы могут оказывать влияние на время удерживания анализируемого вещества. Например, добавление неорганических солей вызывает умеренное линейное увеличение поверхностного натяжения водных растворов (ок. 1.5⋅10−7 J/cm² per Mol для NaCl, 2.5⋅10−7 J/cm² per Mol для (NH4)2SO4) и потому что энтропия раствора анализируемого вещества контролируется поверхностным натяжением, добавление солей приводит к увеличению времени удерживания. Подобная техника используется для плавного разделения и восстановления белков и защищает их биологическую активность при анализе белков (метод называется hydrophobic interaction chromatography, HIC).

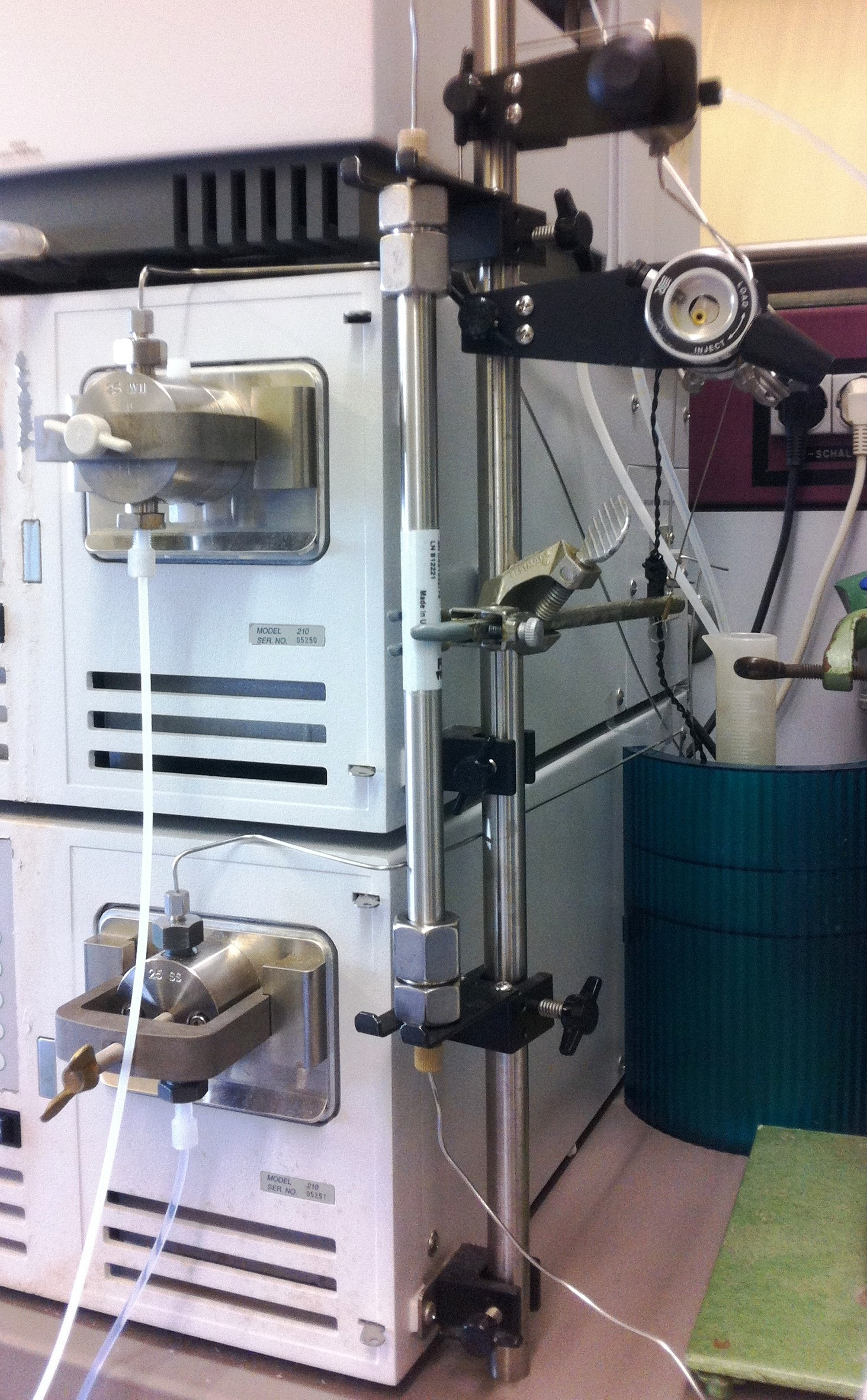
Хроматографическая колонка для ВЭЖХ (HPLC). Слева видны помпы А и В, вверху - промывочный вентиль, ниже - петля и место для введения пробы

Другой важный фактор — pH подвижной фазы, так как он может изменить гидрофобный характер анализируемого вещества. Для этого многие методы используют буферный агент, такой как натрия фосфат — для того, чтобы контролировать pH. Буферные растворы служат нескольким целям: контролируют pH, нейтрализуют заряд неподвижной фазы на поверхности силикагеля, а также являются агентами ионных пар для того, чтобы нейтрализовать заряд анализируемого вещества. Формиат аммония часто используется в масс спектрометрии для улучшения обнаружения некоторых аналитов путём формирования аналит-аммонийных аддуктов. Летучие органические кислоты, такие как уксусная кислота, или, чаще, муравьиная кислота часто добавляются в подвижную фазу, если масс спектрометрия используется для анализа элюируемого компонента колонки. Трифторуксусная кислота не часто используется в масс спектрометрии из-за того, что она остаётся в детекторе и системе подачи растворителей. Она может быть, однако, эффективна в улучшении удерживания анализируемых веществ, таких как карбоновые кислоты. Эффекты кислот и буферных растворов отличаются в зависимости от вида использования, но в общем они улучшают результаты хроматографии.
Колонки для ОФ-ВЭЖХ достаточно сложно повредить, по сравнению с колонками с нормальными силикагелем. Однако, многие ОФ-колонки состоят из алкил-производных силикагеля и их категорически запрещено использовать с водными основаниями, так как они уничтожат основные частицы силикагеля. Они могут быть использованы с водными растворами кислот, но колонку нельзя долго подвергать воздействию кислот, потому что это может вызвать коррозию металлических частей аппарата ВЭЖХ. Колонки для ОФ-ВЭЖХ следует промывать чистым растворителем после использования для удаления остатков кислот и буферных растворов, а также хранить в «надлежащем растворителе» (например, промыть метанолом и оставить шланги помпы в спирте т. о., чтобы в колонку не попадал воздух). Содержание металла в колонках ВЭЖХ должно быть низким, если необходимо сохранить способность разделять вещества наилучшим способом. Хорошим тестом на содержание металла в колонке может служить введение образца, содержащего смесь 2,2'- и 4,4'- бипиридина (bipyridine). Так как 2,2'-бипиридин может образовывать с металлами хелатные комплексы, форма пика для 2,2'-бипиридина будет искажена (с «хвостом») в том случае, если ионы металлов присутствуют на поверхности силикагеля.

## Матрицы для ВЭЖХ
В качестве матриц в ВЭЖХ используются неорганические соединения, такие как оксид кремния (силикагель) или оксид алюминия, либо органические полимеры, такие как полистирол (сшитый дивинилбензолом) или полиметакрилат. Силикагель, конечно, в настоящее время общепризнан.
Основные характеристики матрицы:
- Размер частиц (мкм);
- Размер внутренних пор (Å, нм).

Получение силикагеля для ВЭЖХ:
1. Формование микросфер поликремнёвой кислоты;
2. Сушка частиц силикагеля;
3. Воздушное сепарирование.

Частицы сорбента:
- Регулярные (сферические): выше устойчивость к давлению, выше стоимость;
- Несферические: ниже устойчивость к давлению.

Размер пор в ВЭЖХ — один из наиболее важных параметров. Чем меньше размер пор, тем хуже их проницаемость для молекул элюируемых веществ. А следовательно, тем хуже сорбционная ёмкость сорбентов. Чем крупнее поры, тем, во-первых, меньше механическая устойчивость частиц сорбента, а, во-вторых, тем меньше сорбционная поверхность, следовательно, хуже эффективность.

## Прививки неподвижной фазы
Нормально-фазовая ВЭЖХ:
- Неподвижная фаза с пропилнитрильной прививкой (нитрильной);
- Неподвижная фаза с пропиламинной прививкой (аминной).

Обращённо-фазовая ВЭЖХ:
- Неподвижная фаза с алкильной прививкой;
- Неподвижная фаза с алкилсилильной прививкой.

Энд-кэппирование — защита непривитых участков сорбента дополнительной прививкой «маленькими» молекулами. Гидрофобный энд-кэппинг (С1, С2): выше селективность, хуже смачиваемость; гидрофильный энд-кэппинг (диол): ниже селективность, выше смачиваемость.

## Детекторы для ВЭЖХ
- Ультрафиолетовый
- Фотодиодно-матричный
- Флуориметрический
- Электрохимический
- Рефрактометрический
- Масс-селективный

## Внешние ссылки
- "Практическая высокоэффективная жидкостная хроматография"